# Een keerpunt in de vaderlandse geschiedenis
Een keerpunt in de vaderlandse geschiedenis: een manifest aan het Nederlandse volk is een boek uit 2005 van UvA-hoogleraar Karel van Wolferen en NRC-verslaggever Jan Sampiemon. Hoewel het 'vaderlandse' in de titel verwijst naar Nederland gaat het boek grotendeels over de veranderingen in het buitenlandse beleid van de Verenigde Staten sinds het presidentschap van George Bush junior en de effecten die die hebben gehad op het trans-Atlantische partnerschap.
Het eerste deel van het boek gaat over hoe de VS veranderde van een positieve kracht in de wereld in het algemeen en een trans-Atlantische bondgenoot van Europa tot een solitaire macht nadat het effectief unilateraal het bondgenootschap verbrak door zich goeddeels terug te trekken uit de Verenigde Naties en verscheidene internationale verdragen en organisaties en vervolgens Irak binnen te vallen. Europeanen, vooral Nederlanders, hebben problemen met het accepteren of zelfs maar erkennen van deze nieuwe situatie. Een deel van het probleem is dat de media effectief gecontroleerd worden door de VS, zoals in het introduceren van termen als 'rogue states'. Er zijn geen 'rogue states'.

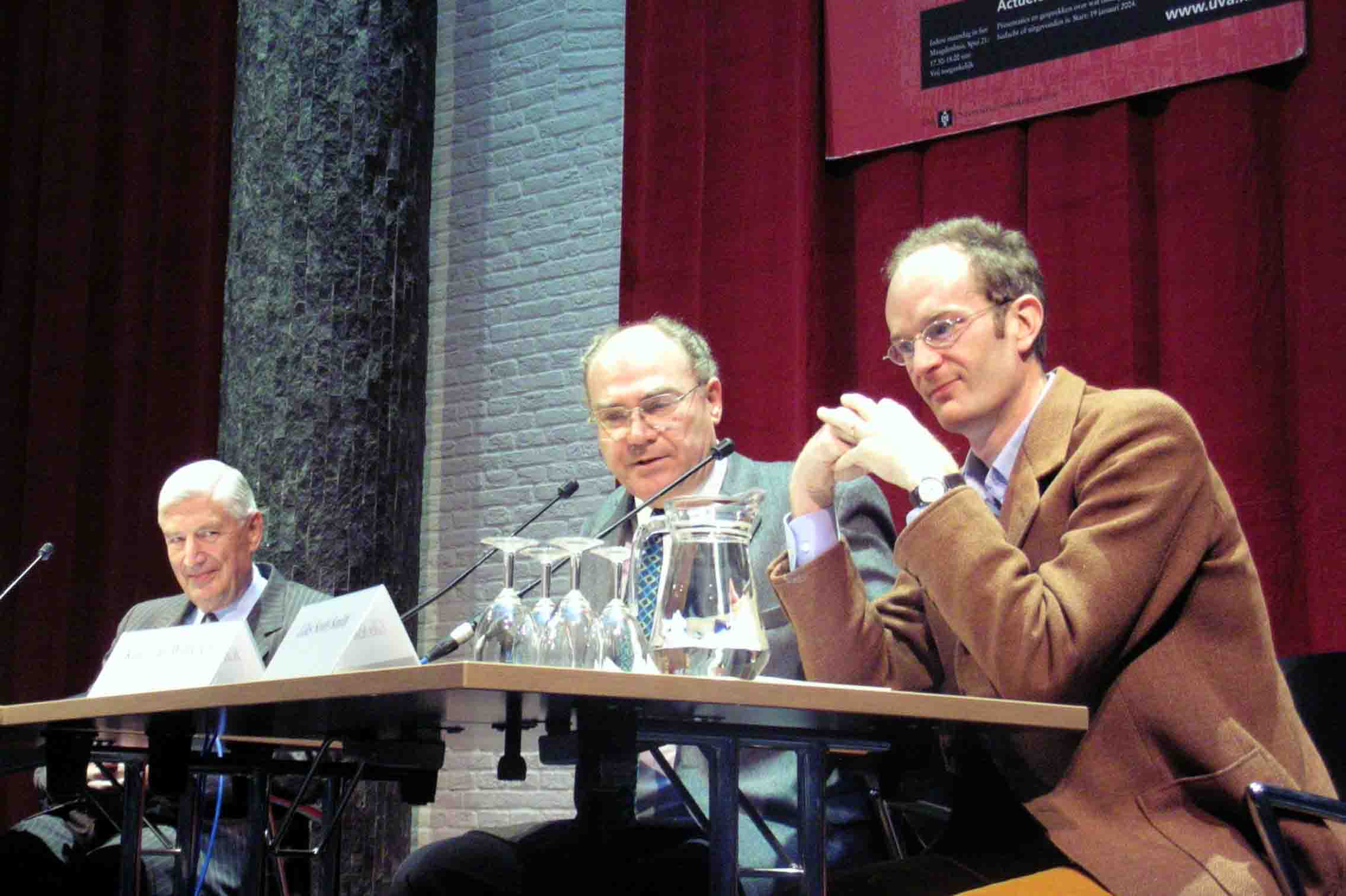
Presentatie van het boek in de Universiteit van Amsterdam.
Van links naar rechts Dries van Agt, auteur Karel van Wolferen en politiek onderzoeker Giles Scott-Smith

De auteurs stellen dat Europa zijn blik moet verschuiven van de VS naar de VN en opkomende machten als China en diplomatie moet gebruiken in plaats van brute kracht en aldus moet voortzetten waar de VS mee is begonnen, maar waar het zich van afgekeerd heeft. Europa heeft meer autoriteit in de wereld dan het zich realiseert en Nederland is binnen Europa in een goede positie om een dergelijke verandering te bewerkstelligen als een van de grondleggers van de Europese Unie (en internationaal recht) en een land dat altijd een zeer internationale houding heeft gehad (voor handelsdoeleinden). Duitsland, Frankrijk en Spanje zijn al begonnen met de weg te wijzen met hun reactie op de oorlog in Irak. Wanneer deze nieuwe wereldorde gevestigd is zullen de VS er weer hun plaats in kunnen innemen. 